# Grooby Productions
Grooby Productions est une société fondée en 1996 et basée à Los Angeles, en Californie, qui produit des divertissements transgenres pour adultes, en ligne.
Elle s'est établi comme l'une des entreprises pionnières du divertissement en ligne pour adultes transgenres avec son site Shemale Yum, « le premier site payant transgenre, avec un contenu original ». La société est propriétaire d'un certain nombre de sites web transgenre pour adultes, produit ses propres DVD en ligne, et a d'autres intérêts pour les forums, blogs et réseaux sociaux à thématiques trans, notamment les Tranny Awards.

## Histoire
Grooby tire ses origines de sites web démarrés en 1996 au Royaume-Uni par le propriétaire Steven Grooby, diplômé d'une école de cinéma. Le plus éminent d'entre eux était son site transgenre Shemale Yum qui est devenu un site de Vérification Adulte et, enfin un site payant. Le terme de « shemale » est considéré comme péjoratif par la communauté transgenre, mais Grooby dit qu'au moment où le site a été nommé, il ne le savait pas, et le site est devenu trop connu pour changer le nom. D'autres sites ont suivi, notamment Ladyboy-Ladyboy en 1998, qui a été le premier site à aller en Thaïlande pour photographier des spectacles de travestis et le nombre d'autres sites mettant en vedette des personnes trans brésiliennes, noires, japonaises et canadiennes.
Pendant un temps, Grooby a opéré sur les sites officiels de Joey Silvera et Gia Darling, mais en raison de désaccords créatifs ces dispositions ont été dissoutes à l'amiable. En 2006, la société a célébré son anniversaire de 10 ans, qui comprenait une fête organisée par Allanah Starr dans la ville de New York.
En 2008, Grooby a ouvert le site web SheMaleJapan.com pour se concentrer sur les modèles trans japonais « newhalf » (ニューハーフ). Le concept du site remonte à 2000, mais il a fallu huit ans pour trouver un producteur au Japon. À la fin 2008, la société a accueilli 12 sites et employé 7 salariés à temps plein à son siège de Los Angeles, et 25 personnes dans le monde. Grooby Productions a produit plus de 2 000 photo/vidéos en un an pour le web, et environ 10 sorties en DVD.
À la fin de 2009, la société a déménagé ses bureaux de Honolulu à Los Angeles[réf. nécessaire].

## Transgender Erotica Awards
Grooby parraine un événement annuel, les Transgender Erotica Awards (TEA), qui a lieu chaque février à Los Angeles. Citant une mauvaise représentation des acteurs ou actrices transgenres et des producteurs lors des cérémonies traditionnelles de remises de prix pour films pour adultes, l'événement annuel a été créé pour reconnaître les réalisations transgenres de l'industrie pour adultes. Il a commencé en tant que spectacle de remise de prix seulement, et est depuis devenu un événement honorant les modèles et les artistes actrices et acteurs dans 21 catégories et attirant l'attention au-delà de la communauté trans.

## Prix et nominations
- 2010 XBIZ Award : GLBT Company of the Year[11]
- 2012 XBIZ Award : Transsexual Studio of the Year (vainqueur)[12]
- 2013 XBIZ Award : Specialty Affiliate Program of the Year - Groobybucks (vainqueur)[13]
- 2016 AVN Award : Best Transsexual Movie - The Transsexual Housewives of Hollywood
- 2016 AVN Award : Best Transsexual Sex Scene - The Transsexual Housewives of Hollywood
- 2017 XBIZ Award : Trans Studio of the Year (Won) [13]
- 2017 XBIZ Award : Trans Release of the Year - Real Fucking Girls (vainqueur)[13]
- 2017 XBIZ Award : Trans Release of the Year - Tranny Vice
- 2017 XBIZ Award : Specialty Affiliate Program of the Year - Groobybucks
- 2017 XBIZ Award : Adult Site of the Year - Shemale Yum (vainqueur)[13]
- 2017 AVN Award : Best Marketing Campaign - Real Fucking Girls[14]
- 2017 AVN Award : Best Soundtrack - Real Fucking Girls[14]
- 2017 AVN Award : Best Soundtrack - Shemale Shenanigans[14]
- 2017 AVN Award : Best Transsexual Movie - Real Fucking Girls (vainqueur)[15]
- 2017 AVN Award : Best Transsexual Movie - Shemale Shenanigans[14]
- 2017 AVN Award : Best Transsexual Movie - Tranny Vice[14]
- 2017 AVN Award : Best Transsexual Movie - Trans-Tastic Four[14]
- 2017 AVN Award : Best Transsexual Sex Scene - Real Fucking Girls, Jane Starr & Amarna Miller[14]
- 2017 AVN Award : Best Transsexual Sex Scene - Shemale Shenanigans, Kylie Maria & Christian XXX[14]
- 2017 AVN Award : Best Transsexual Sex Scene - Tranny Vice, Domino Presley & Robert Axel[14]
- 2017 AVN Award : Clever Title of the Year - Shemale Shenanigans[14]